# Volga–Vjatkai Gazdasági Körzet

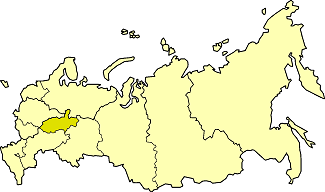
A Volga–Vjatkai Gazdasági Körzet fekvése

A Volga–Vjatkai Gazdasági Körzet (orosz nyelven: Волго-Вятский экономический район, Volgo-Vjatszkij ekonomicseszkij rajon), Oroszország 11 gazdasági körzetének egyike.
Oroszország területének csupán alig több mint 1,5%-ára terjed ki, de itt él az ország népességének kereken 6%-a. Az Oroszországi Föderáció alábbi szubjektumai alkotják:
1. Csuvasföld
2. Kirovi terület
3. Mariföld
4. Mordvinföld
5. Nyizsnyij Novgorod-i terület

## Földrajzi áttekintés
A Központi, az Északi, az Uráli és a Volgamenti Gazdasági Körzettel határos.
A Kelet-európai-síkságnak ez a része alacsony morénahalmokkal tarkított, folyóvölgyekkel és árkokkal erősen szabdalt vidék. A területet a Volga egy viszonylag rövid – a Nyizsnyij Novgorodi-víztározótól Volzsszk városig tartó – szakasza szeli át és osztja két részre. A két területrész természeti viszonyai és gazdasági jellemzői is eltérőek.
A bal parti, messze északra felnyúló rész legnagyobb folyója a Kirovi területen végighaladó Vjatka. Az erdőkkel borított, alacsonyan fekvő síkság ritkán lakott, éghajlata rendkívül hideg, hosszú és csapadékos a tél. Közvetlenül a Volga bal partján a Mari-mélyföld mocsaras területe húzódik, északon pedig a síkságból kiemelkedik a Vjatkai-hátság, legmagasabb pontja 338 m.
A kissé magasabban fekvő déli, jobb parti területrész az erdős sztyepp övezetbe tartozik és sűrűbben lakott. Kevesebb csapadékot kap, de a tél rövidebb és valamivel enyhébb, a nyár meleg. Jóval kevesebb az erdő, és a termékeny csernozjom talajokon a föld nagy részét megművelik. Délen a körzetbe átérnek a Volgamenti-hátság északi nyúlványai, legmagasabb pontjuk nem haladja meg a 370 m-t.

## Gazdaság
Ásványi kincsekben kifejezetten szegény körzet. Számottevő nyersanyagai a tőzeg és a gipsz; foszforit csak a legészakibb zord tájakon fordul elő, ezért nehezen bányászható. Energiahordozókat és a fejlett gépiparhoz szükséges alapanyagokat más gazdasági körzetekből szállítanak ide, hőerőművei és vegyikombinátjai az Urálból és Nyugat-Szibériából vezetéken érkező kőolajra, gázra települtek. A felhasznált villamosenergia jelentős részét a Volgán épített két nagy vízlépcső (a Nyizsnyij Novgorodi- és a Csebokszári-víztározók) vízierőművei termelik.
A gazdaság meghatározó részét adó nehézipar a Volga mentén, elsősorban Nyizsnyij Novgorodban és vonzáskörzetében összpontosul. Az Oka folyó torkolatánál fekvő nagyváros a körzet gazdasági, kereskedelmi és közlekedési központja, kikötője a oroszországi folyami áruszállítás egyik legforgalmasabb átrakodó állomása.
A körzet a hadiipar jelentős bázisa. Déli részén, Szarov (korábbi nevén: Arzamasz-16) zárt városban van az Oroszországi Föderáció egyik nukleáris kutatóközpontja, (a másik az Urálban), itt készítették el a Szovjetunió első atom- és első hidrogénbombáját. Kísérleti fizikai tudományos kutatóintézet a nukleáris fegyverek kidolgozásával és az atomenergia békés célú felhasználásával egyaránt foglalkozik.
A Nyizsnyij Novgorodi Gépgyárban rakéta- és tüzérségi fegyverek, atomipari berendezések készülnek, innen származnak például az atomjégtörők reaktorai. A kohászati kombinátban jó minőségű acélt gyártanak, meleghengermű üzemel. A nagyváros autógyárában (AvtoGAZ) személy- és teherautókat gyártanak, innen kerül ki az országban gyártott tehergépkocsik fele. A környező kisvárosokban részegységeket készítenek, a közeli Arzamasz város gépgyárában páncélozott katonai járműveket, kétéltű terepjárókat állítanak elő. Nyizsnyij Novgorod repülőgépgyárában („Szokol”) polgári és katonai repülőgépek készülnek, pl. a híres MiG vadászrepülőgépek számos típusa, így a MiG–25 vagy a MiG–31 elfogó vadászrepülőgép is. A város nagy múltú hajógyárában („Krasznoje Szormovo”) folyami személyhajókat, szárnyashajókat, jégtörőket, tankhajókat gyártanak.
A járműgyártásban részt vesz Szaranszk (dömperek) és Csebokszári is (traktorok). Kirov városban elektrotechnikai berendezéseket készítenek a légierő és a polgári repülés céljaira. Szaranszk gyógyszergyára, kábelgyára, izzólámpa gyártása is jelentős, emellett a körzet mezőgazdasági termékeinek feldolgozásában vezető szerepe van.
A Tatárföldről és Nyugat-Szibériából vezetéken érkező kőolajat a Volga-parti Ksztovo városban dolgozzák fel, többek között üzem- és kenőanyagokat, parafint, bitument, vegyipari alapanyagokat állítanak elő. A város másik olajvegyészeti gyárában etilént, polipropilént, benzolt gyártanak.
A vegyipar másik központja a Nyizsnyij Novgorodtól 30 km-re, az Oka partján fekvő Dzerzsinszk (Oroszország egyik legszennyezettebb városa), ahol többek között polimereket, növényvédő- és gyomirtószereket, műtrágyát, valamint vegyipari gépeket és berendezéseket állítanak elő.
Fejlett iparág a papírgyártás is. A legnagyobb helyi cellulóz- és papíripari kombinát a Volga-parti Balahna városban üzemel és a körzet északi részén kitermelt fát dolgozza fel. Ez az ország második legnagyobb újságpapír-gyártó vállalata (az első a karéliai Kondopoga városban van). Jelentős ágazat még a fa- és az építőanyagipar, az üveggyártás (Bor városban, a Nyizsnyij Novgoroddal szemközti parton), a bőr-, a textil- és az élelmiszeripar.
Az északi területrészt többségében erdők, illetve a Volga partvidékén vizenyős talajok, mocsarak borítják; a megművelt földterület délen sokkal nagyobb. Nagy vetésterületei vannak a gabonaféléknek, különösen a rozsnak. A takarmánynövényeken kívül számottevő mennyiségben burgonyát is termelnek. A textilipar elterjedt helyi alapanyaga a len, a melegebb és szárazabb jobb parti területen pedig más ipari növényeket: napraforgót, cukorrépát, kendert is termesztenek.

## Lásd még
- Oroszország közigazgatási beosztása